# دحل عزارة
دحل عزارة هو أحد الدحول الواقعة في الصمان في السعودية.